# Jay Murphy
Jay Dennis Murphy (Meridien, Connecticut; 26 de junio de 1962) es un exjugador de baloncesto estadounidense que jugó cuatro temporadas en la NBA además de hacerlo en la liga francesa, la liga italiana y la USBL. Con 2,05 metros de estatura, lo hacía en la posición de ala-pívot. Es el padre del también profesional Erik Murphy.

## Trayectoria deportiva

### Universidad
Jugó durante cuatro temporadas con los Eagles del Boston College, en las que promedió 14,6 puntos y 6,2 rebotes por partido. En su primera temporada fue incluido en el mejor quinteto de novatos de la Big East Conference, y en la última en el mejor quinteto absoluto. En sus dos últimas temporadas fue el capitán de su equipo, llevando al mismo a tres apariciones en el Torneo de la NCAA, alcanzando en una ocasión el Elite Eight, los cuartos de final, y una aparición en el NIT. El la actualidad figura como sexto máximo anotador de la historia de los Eagles, con 1.795 puntos, y el séptimo mayor reboteador, con 763.

### Profesional
Fue elegido en la trigésimo primera posición del Draft de la NBA de 1984 por Golden State Warriors, pero sus derechos fueron inmediatamente traspasados a Los Angeles Clippers a cambio de Jerome Whitehead. Allí jugó durante año y medio, siendo el último hombre del banquillo. en su única temporada completa, la 1984-85, disputó menos de 7 minutos en cada uno de los 23 partidos en los que fue alineado, promediando 1,2 puntos y 1,8 rebotes.
En el mes de diciembre de 1985 fue despedido, marchándose a jugar una temporada a los Springfield Fame de la liga menor USBL. Poco antes del comienzo de la temporada 1986-87 fichó como agente libre por los Washington Bullets, donde su papel fue exactamente el mismo que en los Clippers, jugando apenas 20 partidos en dos temporadas.
En 1989 decide continuar su carrera en Europa, fichando por el Racing de París de la liga francesa, donde en un partido de play-offs capturó 20 rebotes, la cuarta mejor marca de todos los tiempos en unas eliminatorias por el título de la liga francesa. Al año siguiente fichó por el ASVEL Lyon-Villeurbanne, y en 1991 se marchó a la liga italiana firmando con el Fabriano Basket de la Serie A2, jugando cuatro temporadas en las que vivió un ascenso y un descenso de categoría, promediando en total 20,2 puntos y 10,1 rebotes por partido.

## Estadísticas de su carrera en la NBA

### Temporada regular
| Temporada | Edad | Equipo               | Liga | P  | TIT | MIN | TC  | TCA | %TC  | 3P  | 3PA | %3P  | TL  | TLA | %TL  | R.OF. | R.DEF. | REB | ASIS | ROB | TAP | PER | FP  | PTS |
| 1984-85   | 22   | Los Angeles Clippers | NBA  | 23 | 0   | 6.5 | 0.3 | 2.2 | .160 | 0.0 | 0.0 | .000 | 0.5 | 0.9 | .571 | 0.3   | 1.5    | 1.8 | 0.2  | 0.0 | 0.1 | 0.3 | 0.9 | 1.2 |
| 1985-86   | 23   | Los Angeles Clippers | NBA  | 14 | 0   | 7.1 | 1.1 | 3.2 | .356 | 0.0 | 0.1 | .000 | 0.6 | 1.0 | .643 | 0.5   | 0.6    | 1.1 | 0.2  | 0.3 | 0.2 | 0.4 | 0.9 | 2.9 |
| 1986-87   | 24   | Washington Bullets   | NBA  | 21 | 0   | 6.7 | 1.5 | 3.4 | .431 | 0.0 | 0.0 |      | 0.4 | 0.8 | .563 | 0.8   | 1.0    | 1.9 | 0.2  | 0.1 | 0.1 | 0.3 | 1.0 | 3.4 |
| 1987-88   | 25   | Washington Bullets   | NBA  | 9  | 0   | 5.1 | 0.9 | 2.6 | .348 | 0.0 | 0.0 |      | 0.4 | 0.6 | .800 | 0.4   | 1.3    | 1.8 | 0.1  | 0.0 | 0.0 | 0.6 | 0.6 | 2.2 |
| Total     |      |                      | NBA  | 67 | 0   | 6.5 | 0.9 | 2.8 | .332 | 0.0 | 0.0 | .000 | 0.5 | 0.8 | .607 | 0.5   | 1.1    | 1.7 | 0.2  | 0.1 | 0.1 | 0.4 | 0.9 | 2.4 |